# 里迪福德冰原島峰
80°59′S 159°48′E / 80.983°S 159.800°E
里迪福德冰原島峰（英語：Riddiford Nunatak）是南極洲的冰原島峰，位於奧次地，屬於邱吉爾山脈中達利山的一部分，海拔高度約1,200米，現時由南極條約體系管理。